# Gangstøholmen
Gangstøholmen est une île dans le landskap Sunnhordland du comté de Vestland. Elle appartient administrativement à Øygarden.

## Géographie
Rocheuse et couverte d'arbres, elle s'étend sur environ 354 m de longueur pour une largeur approximative de 234 m.
Elle compte une dizaine d'habitations. 